# انترگوس
انترگوس (به انگلیسی:Antergos), یک توزیع لینوکس مبتنی بر آرچ لینوکس بود. به‌طور پیشفرض از محیط دسکتاپ گنوم ۳ استفاده می‌کند اما حق انتخاب بین محیط دسکتاپ سینمن ماته، کی‌دی‌ئیPlasma 5, دیپین و Xfce را می‌دهد. انترگوس در جولای سال ۲۰۱۲ به عنوان Cinnarch منتشر شد و در ماه ژوئن سال ۲۰۱۳ در میان ۴۰ توزیع برتر در دیستروواچ قرار گرفت. واژه Antergos که به زبان گالیسی (به معنی اجداد) است انتخاب شد؛ «برای پیوند زمان گذشته با حال».

## تاریخچه و توسعه
در ابتدا این پروژه با عنوان Cinnarch شروع شد و از محیط دسکتاپ سینمن، که یک انشعاب از گنوم شل توسط تیم لینوکس مینت بود، استفاده می‌کرد. در آوریل ۲۰۱۳ این تیم محیط دسکتاپ پیش‌فرض را از سینمن به گنوم نسخهٔ ۳٫۶ تغییر داد. دشواری حفظ دارچین (که سازگار ماندن با آخرین نسخهٔ کتابخانه‌های جی‌تی‌کی+ را یک اولویت نکرد) در مخازن یک توزیع نورد (غلطان) مانند آرچ لینوکس مسلم است؛ بنابراین توزیع به انترگوس تغییر نام یافت و در می ۲۰۱۳ با این نام انتشار یافت.

## نصب و راه اندازی
انترگوس نصاب گرافیکی Cnchi را داراست. نصاب یک محیط رومیزی گنوم راه اندازی می‌کند، اما در طول نصب حق انتخاب بین گنوم ۳, دارچین، ماته, KDE Plasma 5, Xfce و اوپن‌باکس را می‌دهد. برای شروع نصب و بروزرسانی خودکار Cnchi ,قبل از نصب، اتصال به اینترنت لازم است.

## پایان پروژه
در تاریخ 21 می 2019 این تیم توسعه با استناد بر اینکه دیگر توانایی نگهداری صحیح از سیستم عامل را ندارد پایان پروژه را اعلام کرد، وبسایت آنها برای چند ماه به کار خود ادامه داد تا اینکه 27 می 2021 غیرفعال شد. پروژه اندور او اس از همین سیستم عامل ساخته شده است.

## مدیریت بسته
Antergos یک توزیع با انتشار غلطان است که از مخازن رسمی آرچ و مخازن کاربران آرچ، همراه با مخازن خودش استفاده می‌کند. انترگوس یک توزیع مبتنی بر Pacman با نصاب گرافیکی است.
مدیریت بسته از طریق آرچ لینوکس و یک رابط کاربری گرافیکی برای آن، Pamac, انجام می‌شود.